# Línea 45 (TUZSA)
La línea 45 era una línea regular diurna de los Transportes Urbanos de Zaragoza (TUZSA). Realizaba el recorrido comprendido entre la Plaza de Basilio Paraíso y el distrito de Santa Isabel en la ciudad de Zaragoza (España).
Con Anterioridad a la puesta en funcionamiento de la Línea 1 del Tranvía de Zaragoza, esta línea 45 prestaba sus servicios hasta el Paseo Reyes de Aragón en Casablanca, recorriendo en gran medida lo que es el eje tranviario, razón por la cual fue modificada. Se clausuró por su poco uso. 
Tuvo una frecuencia media de 13 minutos.

## Plano de recorrido

Recorrido de la línea 45 de TUZSA en la ciudad de Zaragoza.

## Historia
Está línea fue creada en el año 1981  y a lo largo de su historia tuvo los siguientes recorridos:
-GÁLLEGO - SANTA ISABEL
-PASEO REYES DE ARAGÓN- SANTA ISABEL
-PLAZA PARAÍSO - SANTA ISABEL.